# Select (SQL)
SELECT (от англ. select — «выбрать») — оператор запроса (DML/DQL) в языке SQL, возвращающий набор данных (выборку) из базы данных.
Оператор возвращает ноль или более строк. Список возвращаемых столбцов задается в части оператора, называемой предложением SELECT. Поскольку SQL является декларативным языком, запрос SELECT определяет лишь требования к возвращаемому набору данных, но не является точной инструкцией по их вычислению. СУБД транслирует запрос SELECT во внутренний план исполнения («query plan»), который может различаться даже для синтаксически одинаковых запросов и от конкретной СУБД.
Оператор SELECT состоит из нескольких предложений (разделов):
- SELECT определяет список возвращаемых столбцов (как существующих, так и вычисляемых), их имена, ограничения на уникальность строк в возвращаемом наборе, ограничения на количество строк в возвращаемом наборе;
- FROM задаёт табличное выражение, которое определяет базовый набор данных для применения операций, определяемых в других предложениях оператора;
- WHERE задает ограничение на строки табличного выражения из предложения FROM;
- GROUP BY объединяет ряды, имеющие одинаковое свойство с применением агрегатных функций
- HAVING выбирает среди групп, определённых параметром GROUP BY
- ORDER BY задает критерии сортировки строк; отсортированные строки передаются в точку вызова.

## Структура оператора
Оператор SELECT имеет следующую структуру:
```
SELECT

  
[
DISTINCT
 
|
 
DISTINCTROW
 
|
 
ALL
]

  
select_expression
,...

FROM
 
table_references

[
WHERE
 
where_definition
]

[
GROUP
 
BY
 
{
unsigned_integer
 
|
 
col_name
 
|
 
formula
}
]

[
HAVING
 
where_definition
]

[
ORDER
 
BY
 
{
unsigned_integer
 
|
 
col_name
 
|
 
formula
}
 
[
ASC
 
|
 
DESC
],
 
...]

```

## Предложения оператора

### SELECT
Предложение SELECT оператора SELECT предназначено для определения результирующего набора столбцов, получаемого после вычисления табличного выражения в предложении FROM и группировки в результате GROUP BY (при наличии). Предложение SELECT реализует операцию проекции, то есть указание подмножества столбцов из таблиц табличного выражения, а также операцию переименования столбцов и операцию добавления новых вычислимых столбцов.

### FROM
Предложение FROM используется для вычисления базового табличного выражения, которое затем используется остальными предложениями оператора SELECT.

### WHERE
Предложение [[WHERE (SQL)|WHERE]] используется для определения, какие строки должны быть выбраны из табличного выражения в предложении FROM.

### GROUP BY
[[GROUP BY (SQL)|GROUP BY]] — необязательное предложение оператора SELECT, для группировки строк по результатам агрегатных функций (MAX, SUM, AVG, …).
Необходимо, чтобы в предложении SELECT были заданы только требуемые в выходном потоке столбцы, перечисленные в GROUP BY и/или агрегированные значения. Распространённая ошибка — указание в предложении SELECT столбца, пропущенного в GROUP BY.

### HAVING
HAVING — необязательное предложение оператора SELECT для отбора групп, получающихся в результате GROUP BY.
При указании HAVING <условия> можно указывать условия на столбцах, указанных в GROUP BY, и значениях агрегатных функций, вычисленных для каждой группы, образованной GROUP BY.

### ORDER BY
ORDER BY — необязательное предложение операторов SELECT и UNION, который означает что операторы SELECT, UNION возвращают набор строк, отсортированных по значениям одного или более столбцов. Его можно применять как к числовым столбцам, так и к строковым. В последнем случае, сортировка будет происходить по алфавиту.
Использование предложения ORDER BY является единственным способом отсортировать результирующий набор строк. Без этого предложения СУБД может вернуть строки в любом порядке. Если упорядочение необходимо, ORDER BY должен присутствовать в SELECT, UNION.
Сортировка может производиться как по возрастанию, так и по убыванию значений.
- Параметр ASC (по умолчанию) устанавливает порядок сортировки по возрастанию, от меньших значений к большим.
- Параметр DESC устанавливает порядок сортировки по убыванию, от больших значений к меньшим.

## Примеры
| C1 | C2 |
| -- | -- |
| 1  | a  |
| 2  | b  |

| C1 | C2 |
| -- | -- |
| 1  | a  |
| 2  | b  |

| C1 | C2 |
| -- | -- |
| 1  | a  |
| 2  | b  |

| C1 |
| -- |
| 1  |
| 2  |

| C1 | C2 |
| -- | -- |
| 1  | a  |
| 2  | b  |

| C1 | C2 |
| -- | -- |
| 1  | a  |

| C1 | C2 |
| -- | -- |
| 1  | a  |
| 2  | b  |

| C1 | C2 |
| -- | -- |
| 2  | b  |
| 1  | a  |

Для таблицы T запрос 
```
SELECT
 
*
 
FROM
 
T

```

 вернёт все столбцы всех строк данной таблицы.

Для той же таблицы запрос 
```
SELECT
 
C1
 
FROM
 
T

```

 вернёт значения столбца C1 всех строк таблицы. В терминах реляционной алгебры можно сказать, что была выполнена проекция.

Для той же таблицы запрос 
```
SELECT
 
*
 
FROM
 
T
 
WHERE
 
C1
 
=
 
1

```

 вернёт значения всех столбцов всех строк таблицы, у которых значение поля C1 равно 1. В терминах реляционной алгебры можно сказать, что была выполнена выборка.

Последний запрос 
```
SELECT
 
*
 
FROM
 
T
 
ORDER
 
BY
 
C1
 
DESC

```

 вернёт те же строки, что и первый, однако результат будет отсортирован в обратном порядке (Z-A) из-за использования ключевого слова ORDER BY с полем C1 в качестве поля сортировки. Этот запрос не содержит ключевого слова WHERE, поэтому он вернёт всё, что есть в таблице. Несколько элементов ORDER BY могут быть указаны разделённые запятыми [напр. ORDER BY C1 ASC, C2 DESC] для более точной сортировки.
Отбирает все строки, где поле column_name равно одному из перечисленных значений value1, value2,…

```
SELECT
 
*

FROM

  
table_name

WHERE

  
column_name
 
IN
 
(
value1
,
 
value2
,
 
...)

```

Возвращает список идентификаторов отделов, продажи которых превысили 1000 за 1 января 2000 года, вместе с суммами продаж за этот день:
```
SELECT

  
DeptID
,

  
SUM
(
SaleAmount
)

FROM

  
Sales

WHERE

  
SaleDate
 
=
 
'01-Jan-2000'

GROUP
 
BY

  
DeptID

HAVING

  
SUM
(
SaleAmount
)
 
>
 
1000

```

## Ограничение возвращаемых строк
Согласно ISO SQL:2003 возвращаемый набор данных может быть ограничен с помощью:
- курсоров, или
- введением оконных функций в оператор SELECT

### Оконная функция ROW_NUMBER()
Существуют различные оконные функции. ROW_NUMBER() OVER может быть использована для простого ограничения числа возвращаемых строк. Например, для возврата не более десяти строк:
```
SELECT
 
*
 
FROM
 
(

  
SELECT

    
ROW_NUMBER
()
 
OVER
 
(
ORDER
 
BY
 
key
 
ASC
)
 
AS
 
rownumber
,

    
columns

  
FROM
 
tablename

)
 
AS
 
foo

WHERE
 
rownumber
 
<=
 
10

```

ROW_NUMBER может быть недетерминированным: если key не уникален, каждый раз при выполнении запроса возможно присвоение разных номеров строкам, у которых key совпадает. Когда key уникален, каждая строка будет всегда получать уникальный номер строки.

### Оконная функция RANK()
Функция RANK() OVER работает почти так же, как ROW_NUMBER, но может вернуть более чем n строк при определённых условиях. Например, для получения top-10 самых молодых людей:
```
SELECT
 
*
 
FROM
 
(

  
SELECT

    
RANK
()
 
OVER
 
(
ORDER
 
BY
 
age
 
ASC
)
 
AS
 
ranking
,

    
person_id
,

    
person_name
,

    
age

  
FROM
 
person

)
 
AS
 
foo

WHERE
 
ranking
 
<=
 
10

```

Данный код может вернуть более чем 10 строк. Например, если есть два человека с одинаковым возрастом, он вернёт 11 строк.

### Нестандартный синтаксис
Не все СУБД поддерживают вышеуказанные оконные функции. При этом многие имеют нестандартный синтаксис для решения тех же задач. Ниже представлены варианты простого ограничения выборки для различных СУБД:
| Производитель/СУБД | Синтаксис ограничения                               |
| ------------------ | --------------------------------------------------- |
| DB2                | (Поддерживает стандарт, начиная с DB2 Version 6)    |
|                    | SELECT * FROM [T] FETCH FIRST 10 ROWS ONLY          |
| Firebird           | SELECT FIRST 10 * FROM [T]                          |
| Informix           | SELECT FIRST 10 * FROM [T]                          |
| Interbase          | SELECT * FROM [T] ROWS 10                           |
| Microsoft          | (Поддерживает стандарт, начиная с SQL Server 2005)  |
|                    | Также SELECT TOP 10 [PERCENT] * FROM T ORDER BY col |
| MySQL              | SELECT * FROM T LIMIT 10                            |
| SQLite             | SELECT * FROM T LIMIT 10                            |
| PostgreSQL         | (Поддерживает стандарт, начиная с PostgreSQL 8.4)   |
|                    | SELECT * FROM T LIMIT 10                            |
| Oracle             | (Поддерживает стандарт, начиная с Oracle8i)         |
|                    | Также SELECT * FROM T WHERE ROWNUM <= 10            |